# St. Ulrich (Marktoffingen)

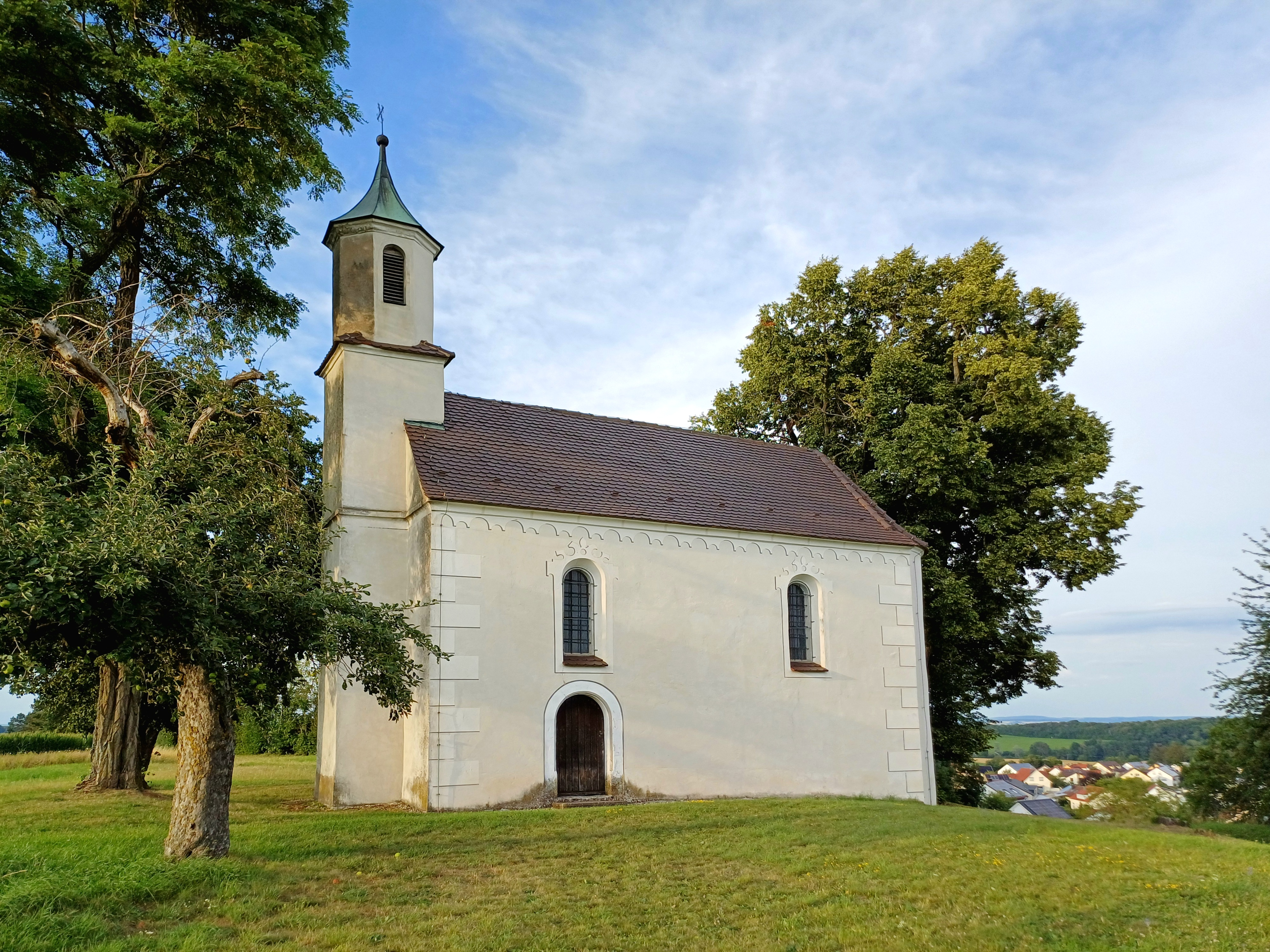
St. Ulrich in Marktoffingen

Die römisch-katholische Kapelle St. Ulrich steht auf dem Ulrichsberg des Nördlinger Rieses in Marktoffingen im schwäbischen Landkreis Donau-Ries von Bayern. Das Bauwerk ist in der Liste der Baudenkmäler in Marktoffingen als Baudenkmal unter der Nr. D-7-79-177-6 eingetragen. Sie ist nach dem Schutzpatron des Bistums Augsburg benannt.

## Beschreibung
Die Kapelle wurde im frühen 12. Jahrhundert errichtet und im späten 17. Jahrhundert verändert. Die Saalkirche besteht aus einem Langhaus und einem eingezogenen, halbkreisförmigen Chor im Osten. Vor der Fassade im Westen steht ein Kirchturm auf quadratischem Grundriss wie ein Risalit. Er wurde in der Mitte des 19. Jahrhunderts mit einem achteckigen Geschoss aufgestockt, das den Glockenstuhl beherbergt, und mit einem spitzen Helm bedeckt. Der Innenraum ist mit einem Kreuzgratgewölbe überspannt.